# Drakčići
Drakčići (Servisch cyrillisch Дракчићи) is een plaats in de Servische gemeente Kraljevo. De plaats telt 638 inwoners (2002).